# Daniel Kluger
Daniel Kluger (en ruso: Даниэль (Даниил) Мусеевич Клугер, Simferopol, Ucrania, 8 de octubre de 1951-3 de abril de 2025) fue un escritor y periodista israelí adscrito a los géneros de la ciencia ficción y novela detectivesca. Proveniente de la ex Unión Soviética, se graduó del Simferopol State University como publicista, mientras que comenzó a publicar su trabajo literario en la década de 1970.

## Obras
- The Cruel Sun (1989)
- The Silent Guest (1991)
- The Trap for the Sleuth (1998)
- To Cross the River (2000)
- Death in Caesarea (2001)
- The Deadly Masquerade (2001)
- A Millennium on Loan (2001), coescrita con Alexander Rybalka.
- Escape from the Art School (2002).
- Magical Affairs (2003).
- Satan's Harbor (2004).
- The Baskerville Mystery (2005).
- Shylock's Last Act (2006).
- Liszt's Twentieth Rhapsody (2006), coescrita con Vitali Babenko bajo el seudónimo Vitali Danilin.
- Lilac's Fourth Victim (2007), coescrita con Vitali Babenko bajo el seudónimo Vitali Danilin.